# Пюре с зелёным луком
Пюре с зелёным луком (ирл. Brúitín (Brúitín le scailliúin agus bainne), англ. Champ) — традиционное ирландское блюдо. Это блюдо готовят из картофеля, зелёного лука, который предварительно мелко режут (зелёную и белую части) и пассеруют в молоке, которое затем используют для приготовления пюре, с добавлением сливочного масла и соли. Брутинь (чамп) похоже на другое ирландское блюдо — колканнон.

## Хэллоуин
Традиционно картофельное пюре с зелёным луком готовят к праздничному столу на Хэллоуин. В пюре кладут серебряную монету или кольцо, считается, кому достанется монета (кольцо) тому весь год будет сопутствовать удача.